# Zuid- en Noord-Schermer

Hiệu kỳ của Zuid- en Noord-Schermer

Zuid- en Noord-Schermer là một khu tự quản cũ ở tỉnh Noord-Holland, Hà Lan. Khu tự quản này tồn tại cho đến năm 1970, khi được sáp nhập để thành lập khu tự quản Schermer.

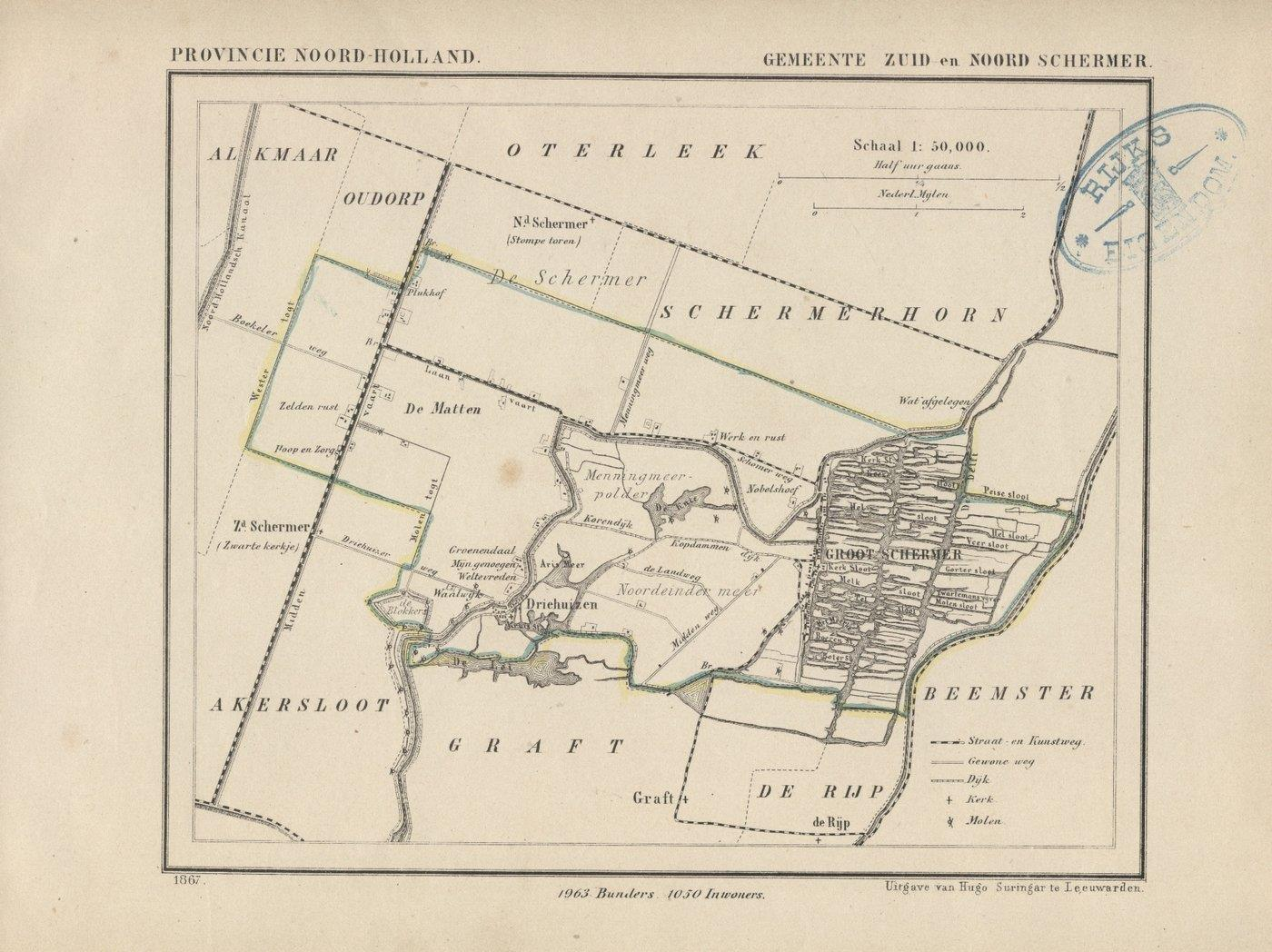
Bản đồ Zuid- en Noord-Schermer (1867)